# Andrzej Zieliński (pułkownik)
Andrzej Zieliński (ur. 1 października 1961 w Wodzisławiu Śląskim) – pułkownik dyplomowany Wojska Polskiego.

## Wykształcenie
- Technikum Mechaniczne w Bytomiu (1981)
- Wyższa Szkoła Oficerska Wojsk Obrony Przeciwlotniczej w Koszalinie (1987)
- Akademia Obrony Narodowej (1994)
- Kurs Operacyjno-Taktyczny – Integracja z NATO (1998)
- Kurs Dowodzenia Taktycznego NATO (Niemcy 1999)
- Kurs Kontrolera TACEVAL NATO I-25 (2000)

## Kariera zawodowa
- 1983–1987 – Wyższa Szkoła Oficerska Wojsk Obrony Przeciwlotniczej – podchorąży;
- 1987–1988 – 36 pz Trzebiatów – dowódca plutonu ogniowego;
- 1988–1990 – 16 pcz Słupsk – dowódca baterii przeciwlotniczej;
- 1990–1991 – 16 pz Słupsk – dowódca dywizjonu artylerii przeciwlotniczej;
- 1991–1994 – Akademia Obrony Narodowej Warszawa – słuchacz;
- 1994–1995 – 36 BPanc Trzebiatów – dowódca dywizjonu artylerii przeciwlotniczej;
- 1995–1997 – 36 BPanc Trzebiatów – Szef OPL brygady;
- 1997–2000 – Dowództwo WLOP – Szefostwo WOPL Warszawa – starszy oficer;
- 2000–2004 – Dowództwo WLOP – Szefostwo WOPL Warszawa – starszy specjalista;
- 2004–2007 – Dowództwo Sił Powietrznych – Szefostwo WOPL Warszawa – starszy specjalista;
- 2007–2008 – 61 Brygada Rakietowa Obrony Powietrznej Skwierzyna – zastępca dowódcy brygady;
- 2009–2010 – 61 pułk rakietowy Obrony Powietrznej Skwierzyna – dowódca pułku;
- 30 listopada 2010 – przeniesiony do rezerwy[1].

## Awanse
- podporucznik – 1987
- porucznik –
- kapitan –
- major –
- podpułkownik –
- pułkownik –